# Cima Nera (Alpi dell'Ortles)
La Cima Nera (3037 m s.l.m.) è una montagna del Gruppo Ortles-Cevedale nelle Alpi Retiche meridionali. È l'unica cima della Val de la Mare (sottovalle della Val di Peio) insieme a cima Lagolungo a essere situata completamente in Trentino.
In passato, durante la prima guerra mondiale la cima era utilizzata come osservatorio militare sulla parte più interna della val di Peio e tuttora sono presenti dei resti che lo testimoniano. Attualmente la cima è poco frequentata nonostante offra un ottimo spettacolo paesaggistico e sia raggiungibile in modo decisamente più facile delle innevate cime che la circondano.

## Ascensioni alla vetta
La vetta è comunemente salita dalla Val di Peio. La partenza è da malga Mare (2031 m) dalla quale si sale rapidamente lungo il sentiero SAT 102 fino ad arrivare al pian Venezia. Da qui il sentiero diventa pianeggiante e più comodo fino ad arrivare al rifugio Larcher al Cevedale (2607 m). 
Poi si vara verso est in direzione del lago delle Marmotte che si raggiunge a quota 2701 metri. Si torna a camminare verso nord puntando la sovrastante vetta che si raggiunge in circa tre quarti d'ora dal lago prima nominato.

### Particolarità della Vetta

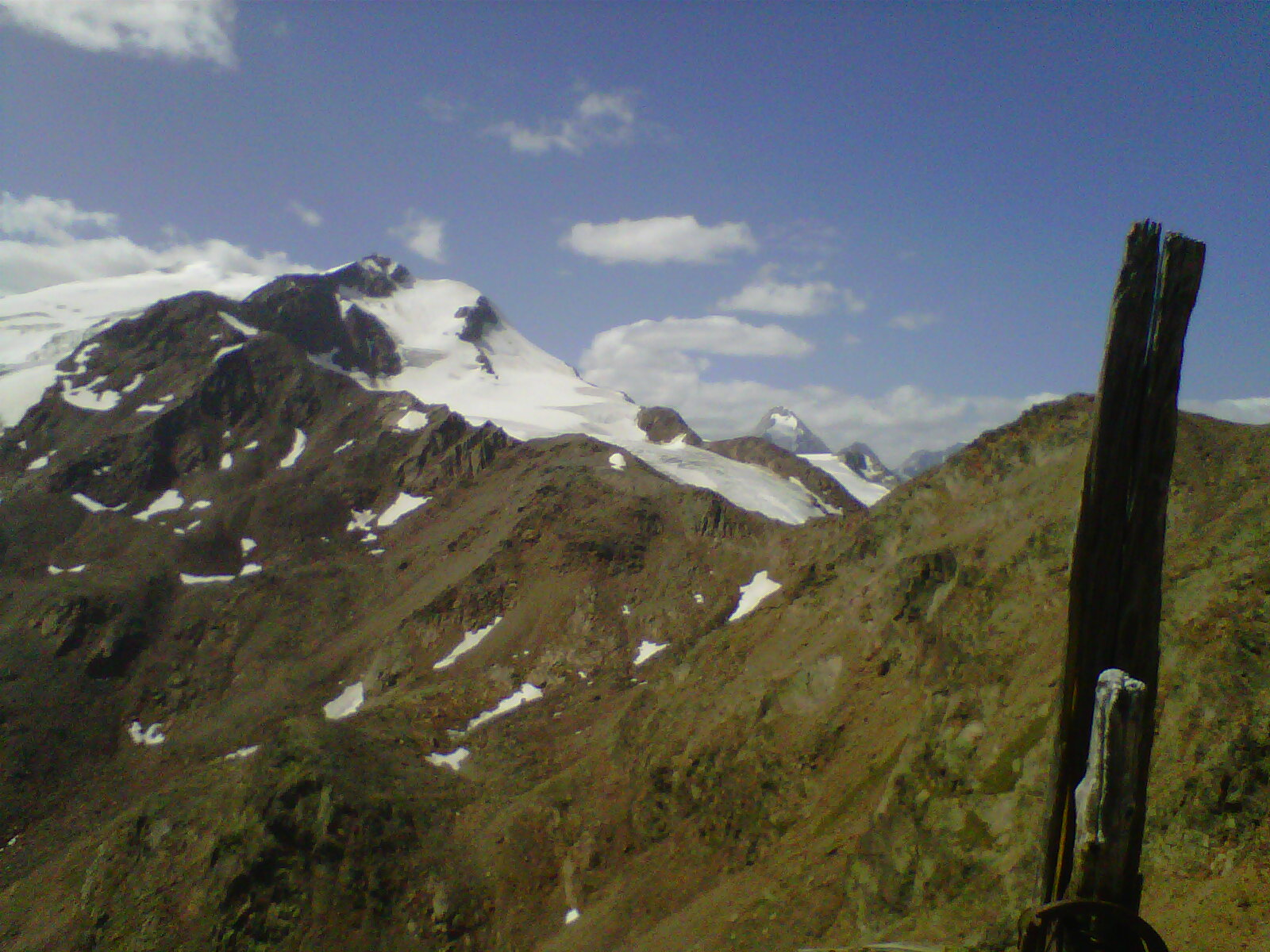
La fantastica visione dalla sommità di cima Nera, si può notare il Cevedale subito a sinistra della antica croce

La cosa che più in assoluto rende speciale cima Nera è la sua ricchezza di "segni" risalenti alla prima guerra mondiale che si possono trovare nella salita:
- la traccia che dal lago conduce alla cima è di origine militare;
- poco sotto la vetta ci sono resti di quella che avrebbe dovuto essere un osservatorio militare;
- sulla cima infine è presente una croce risalente alla guerra.

### Difficoltà tecniche
A differenza di tutte le altre cime che la circondano nella Val di Peio cima Nera è l'unica ad essere raggiungibile quasi comodamente in una sola giornata. I sentieri sono comodi e battuti come anche la traccia fino a quota 3000 metri quando è richiesto l'utilizzo delle mani per raggiungere la sua sommità. Non completamente trascurabile il dislivello: 1006 metri, per escursionisti (difficoltà E).